# قانون اساسی ایالت آزاد ایرلند (۱۹۲۲)
قانون اساسی ایالت آزاد ایرلند 1922 (دومین جلسه ) قانون پارلمان بریتانیا بود که در سال 1922 برای تصویب قانون اساسی دولت آزاد ایرلند در قانون‌های امپراتوری بریتانیا و تصویب پیمان‌ 1921 انگلیسی-ایرلندی به تصویب رسید.

## مراجع
1. ↑  This is the Act's short title as given in Section 5, although the words "(Session 2)" in the title are generally omitted when referring to it.